# Metallolophia devecisi
Metallolophia devecisi  là một loài bướm đêm trong họ Geometridae.